# Pawlo Lasarenko

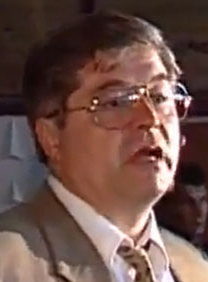
Pawlo Lasarenko (1996/97)

Pawlo Iwanowytsch Lasarenko (ukrainisch Павло Іванович Лазаренко, wiss. Transliteration Pavlo Ivanovyč Lazarenko; * 23. Januar 1953 in Hnidyn, Oblast Kiew) ist ein ehemaliger ukrainischer Politiker. Er war von Mai 1996 bis Juli 1997 Ministerpräsident der Ukraine. Lasarenko wurde 2006 in den USA wegen Korruption und Geldwäsche zu einer Haftstrafe von neun Jahren verurteilt.
In der Amtszeit von Leonid Krawtschuk bekleidete Lasarenko das Amt des Repräsentanten des Staatspräsidenten in der Oblast Dnipropetrowsk. Leonid Kutschma ernannte ihn im September 1995 zum Ersten Stellvertretenden Ministerpräsidenten und am 28. Juni 1996 zum Ministerpräsidenten der Ukraine. Im Juli 1996 überlebte Lasarenko ein Attentat, als in Kiew eine ferngezündete Bombe in der Nähe seines Autos explodierte. Im Sommer 1997 verlor er das Vertrauen von Präsident Kutschma und trat schließlich am 2. Juli 1997 von seinem Amt zurück. Bereits damals gab es Korruptionsvorwürfe gegen ihn.
Bei den Parlamentswahlen im März 1998 wurde Lasarenko für die Partei Hromada in die Werchowna Rada gewählt und führte hier die Fraktion seiner Liste an. Die spätere Ministerpräsidentin Julija Tymoschenko zählte damals zu den Abgeordneten von Hromada, sie warf Lasarenko bereits damals einen autoritären Führungsstil vor und verließ 1999, gemeinsam mit ihrem politischen Weggefährten Oleksandr Turtschynow, die Partei.
Im Dezember 1998 wurde Lasarenko in Genf in der Schweiz wegen mutmaßlicher Veruntreuung von öffentlichen Finanzen und Geldwäsche verhaftet, kam aber zwei Wochen später gegen Kaution in Höhe von 4 Millionen Schweizer Franken frei. Im Februar 1999 wurde er bei der Einreise in die USA mit einem abgelaufenen Diplomatenpass wiederum festgenommen und inhaftiert. Im November 2000 erhielt die Ukraine die von der Schweiz blockierten und mutmaßlich veruntreuten Gelder von Lasarenko in Höhe von umgerechnet 13,4 Millionen DM zurück. Nach vier Jahren in der Untersuchungshaft in den USA wurde er im Juni 2003 gegen eine Kaution von 65 Millionen US-Dollar vorerst aus dem Gefängnis entlassen und unter Hausarrest gestellt.
Wegen Erpressung und Geldwäsche wurde er schließlich von einem Gericht in San Francisco 2006 zu neun Jahren Haft sowie zu einer Geldstrafe von zehn Millionen Dollar verurteilt. Die Generalstaatsanwaltschaft der Ukraine warf Lasarenko vor, die Morde an dem Geschäftsmann Jewhen Schtscherban und dem Politiker Wadym Hetman in den Jahren 1996 bzw. 1998 in Auftrag gegeben zu haben und beantragte seine Auslieferung.
Lasarenko wurde am 1. November 2012 aus der Haft entlassen und hält sich seitdem in den USA auf.